# Por mi Región
Por mi Región  es un partido político español de ideología regionalista de la Región de Murcia. 
En junio de 2017 se creó la Plataforma Cívica Región de Murcia para dar voz a la ciudadanía que pedía una regeneración total de la política regional sacudida por casos de corrupción de políticos del Partido Popular.
El partido se fundó en febrero de 2018 como Somos Región, denominación con la que fue conocido hasta 2022 y fue presidido por el expresidente de la Región de Murcia Alberto Garre hasta 2019 en que presentó su dimisión.
Posteriormente su presidenta fue Pilar García Santos y su secretario general Pablo Ruiz Palacios. Desde abril de 2024 su presidente es Genaro Ruiz González.
Se define como un partido político regenerador, de centro social y reformista, al servicio de los intereses generales de los ciudadanos de la Región de Murcia y de todos los españoles.
No consiguieron ningún escaño en las elecciones de 2019 a la Comunidad Autónoma. En las elecciones municipales tan sólo obtuvieron cuatro concejales, repartidos en tres de los quince municipios en los que concurrieron.
Se aliaron con el PSOE para gobernar Blanca en coalición, tras la ruptura del pacto de los socialistas con su anterior socio Blanca lo Primero. Y en Ricote dio su apoyo al PSOE en la moción de censura contra el PP.
No consiguieron ningún escaño en las elecciones a la Asamblea Regional de 2023, aunque lograron representación en el municipio de Campos del Río, donde quedaron en segunda posición con un 31,6% de votos y cuatro concejales.

## Resultados electorales

### Asamblea Regional de Murcia
| Elección | Votos  | %    | Asientos           |
| -------- | ------ | ---- | ------------------ |
| 2019     | 13.314 | 2,04 | extraparlamentario |